# Croton kelantanicus
Espèce
Statut de conservation UICN

 VU D2 : Vulnérable
Croton kelantanicus est une espèce de plantes à fleurs du genre Croton et de la famille des Euphorbiaceae, présente dans la péninsule Malaise.